# Worksop Town Football Club
Il Worksop Town Football Club è una società calcistica inglese con sede nella città di Worksop. Milita nella Northern Premier League Premier Division. 
Fondato nel 1861, è il quarto club calcistico più antico del mondo dopo lo Sheffield Football Club (costituito nel 1857), l'Hallam Football Club e il Cray Wanderers Football Club, entrambi fondati nel 1860.
La società calcistica vanta tre partecipazioni al tabellone principale della FA Cup: partecipò alle edizioni 1907-1908, 1920-1921 e 1978-1979.

## Allenatori
- Steve Ludlam (2003-2004)

## Palmarès

### Competizioni nazionali
- Midland Football League: 3

1921–1922, 1965–1966, 1972–1973
- Northern Premier League: 1

2001-2002
- Northern Premier League Division One East: 1

2022-2023
- Northern Premier League President's Cup: 2

1985-1986, 1995-1996

### Competizioni regionali
- Sheffield and Hallamshire Senior Cup: 13

1923-1924, 1952-1953, 1954-1955, 1955-1956, 1969-1970, 1972-1973, 1981-1982, 1984-1985, 1994-1995, 1996-1997, 2002-2003, 2011-2012, 2021-2022
- Northern Counties East Football League: 1

2018-2019

### Altri piazzamenti
- Northern Premier League:

Promozione: 2003-2004

## Organico

### Rosa
| N. |                        | Ruolo | Calciatore      |
| -- | ---------------------- | ----- | --------------- |
| –  | Inghilterra (bandiera) | P     | Mario Ziccardi  |
| –  | Inghilterra (bandiera) | D     | Ryan Clarke     |
| –  | Inghilterra (bandiera) | P     | Sean Cuff       |
| –  | Inghilterra (bandiera) | D     | James Cotterill |
| –  | Inghilterra (bandiera) | D     | Steve Gardner   |
| –  | Inghilterra (bandiera) | D     | Michael Jacklin |
| –  | Inghilterra (bandiera) | D     | Marc Roberts    |
| –  | Inghilterra (bandiera) | D     | Luke Shiels     |
| –  | Inghilterra (bandiera) | D     | Owain Warlow    |

| N. |                        | Ruolo | Calciatore       |
| -- | ---------------------- | ----- | ---------------- |
| –  | Inghilterra (bandiera) | D     | Chris Wood       |
| –  | Inghilterra (bandiera) | C     | Ashley Bubeary   |
| –  | Inghilterra (bandiera) | C     | Josh Davies      |
| –  | Inghilterra (bandiera) | C     | Mark Hudson      |
| –  | Inghilterra (bandiera) | C     | Luke Sharry      |
| –  | Inghilterra (bandiera) | C     | Matty Young      |
| –  | Inghilterra (bandiera) | A     | Jamie Jackson    |
| –  | Inghilterra (bandiera) | A     | Gary King        |
| –  | Inghilterra (bandiera) | A     | Massiah McDonald |